# ハーベイ賞
ハーヴェイ賞（Harvey Award）は、作家・芸術家である ハーヴェイ・カーツマン（Harvey Kurtzman、1924年10月3日 - 1993年2月21日）の名を冠し、出版社ファンタグラフィックスが主催する漫画の賞である。

## 概要
1987年に取りやめられたカービー賞の後継賞として設立された。
この賞は漫画の専門家による公開投票が行われ、それぞれの部門にある5つの最終候補から最終投票によって受賞作が選ばれる。1987年の第1回からシカゴのComic-Con、ダラスのFantasy Fair、オークランドのWondercon、そしてピッツバーグのComiconなどといったファン・コンベンションに先駆けて行われる。
2004年と2005年のハーベイ賞の授賞式はニューヨークのMuseum of Comic and Cartoon Artで行われ、2006年の授賞式はボルチモアのBaltimore Comic-Conで行われた。
それぞれの部門とその受賞者は以下のとおり。
以前から「海外漫画賞」に日本の漫画作品が受賞していたが、2017年に規格が一新されてからは「Best Manga賞」が設立。Mangaとは日本式の漫画のことであり、日本の漫画が受賞できる枠である。

## 現在のアワード

### メインアワード
Book of the Year Award
- 2018 『モンストレス』（マージョリー・リュー、タケダサナ）

Digital Book of the Year Award
Best Children's or Young Adult Book Award
Best Adaptation From a Comic
Best Manga部門(Best Manga Title Award)
- 2018 『さびしすぎてレズ風俗に行きましたレポ』（作:永田カビ）
- 2019 『僕のヒーローアカデミア』（作:堀越耕平）
- 2020 『とんがり帽子のアトリエ』（作:白浜鴎）
- 2021 『チェンソーマン』　(作:藤本タツキ)
- 2022 『チェンソーマン』　(作:藤本タツキ)
- 2023 『チェンソーマン』　(作:藤本タツキ)
- 2024 『ダンジョン飯』　（作:九井諒子)

Best European Book Award
- 2018 『さびしすぎてレズ風俗に行きましたレポ』（作:永田カビ）

Best International Book Award

### Special アワード
殿堂(Harvey Awards Hall of Fame)
- 2020  手塚治虫
- 2021  高橋留美子
- 2024  鳥山明

International Spotlight Award
Comics Industry Pioneer Award

## 以前のアワード

### 最優秀ライター賞(Best Writer)
- 1988 アラン・ムーア『ウォッチメン』(DCコミックス)
- 1989 ギルバート・ヘルナンデス『ラブ・アンド・ロケッツ』 (ファンタグラフィックス)
- 1990 ギルバート・ヘルナンデス『ラブ・アンド・ロケッツ』 (ファンタグラフィックス)
- 1991 ニール・ゲイマン『サンドマン』 (DCコミックス)
- 1992 ニール・ゲイマン『サンドマン』 (DCコミックス)
- 1993 ウィル・アイズナー『Invisible People』(キッチンシンク・プレス)
- 1994 スコット・マクラウド（英語版）『マンガ学 マンガによるマンガのためのマンガ理論』 (ツンドラ・プレス/キッチンシンク・プレス)
- 1995 アラン・ムーア『フロム・ヘル』(キッチンシンク・プレス)
- 1996 アラン・ムーア『フロム・ヘル』(キッチンシンク・プレス)
- 1997 ダニエル・クロウズ『エイトボール』 (ファンタグラフィックス)
- 1998 カート・ビュシーク 『アストロシティ』(イメージ・コミック/オマージュ・コミック), 『アベンジャーズ』(マーベル・コミック), 『サンダーボルツ』(マーベル・コミック)を含む1997年における作品
- 1999 アラン・ムーア『フロム・ヘル』 (キッチンシンク・プレス)『シュプリーム』(オウサム・コミックス)を含む1998年における作品
- 2000 アラン・ムーア『リーグ・オブ・エクストラオーディナリー・ジェントルメン』 (ABC)
- 2001 アラン・ムーア『プロメテア』 (ABC)
- 2002 ブライアン・アザレロ『100 Bullets』(DCコミックス)
- 2003 アラン・ムーア『プロメセア』 (ABC)
- 2004 チェスター・ブラウン『Louis Riel』 (ドローン&クォータリー)
- 2005 ダニエル・クロウズ『エイトボール』(ファンタグラフィックス)
- 2006 エド・ブルベイカー『キャプテン・アメリカ』 (マーベル・コミック)
- 2007 エド・ブルベイカー『デアデビル』 (マーベル・コミック)

### ベストアーティスト/ペンシラー部門
- 1988 デイヴ・ギボンズ『ウォッチメン』 (DCコミックス)
- 1989 ブライアン・ボランド『バットマン: キリングジョーク』 (DCコミックス)
- 1990 マーク・シュルツ『Xenozoic Tales』(キッチンシンク・プレス)
- 1991 スティーブ・ルード『World's Finest』 (DCコミックス)
- 1992 マーク・シュルツ『Xenozoic Tales』 (キッチンシンク・プレス)
- 1993 マーク・シュルツ『Xenozoic Tales』 (キッチンシンク・プレス)
- 1994 アレックス・ロス『Marvels』 (マーベル・コミック)
- 1995 マイク・ミニョーラ『ヘルボーイ』 (ダークホースコミック)
- 1996 マイク・ミニョーラ『ヘルボーイ』 (ダークホースコミック)
- 1997 アレックス・ロス『キングダム・カム』 (DCコミックス)
- 1998 P・クレイグ・ラッセル『Elric: Stormbringer』 (ダークホースコミック/Topps Comics),『ドクター・ストレンジ: What Is It That Disturbs You, Stephen?』 (マーベル・コミック)を含む1997年における作品
- 1999 ハイメ・ヘルナンデス『Penny Century』 (ファンタグラフィックス)を含む1998年における作品
- 2000 マイク・ミニョーラ『ヘルボーイ: Box Full of Evil』 (ダークホースコミック/Maverick)
- 2001 ハイメ・ヘルナンデス『Penny Century』 (ファンタグラフィックス)
- 2002 エデュアルド・リッソ『100 Bullets』 (DCコミックス)
- 2003 エデュアルド・リッソ『100 Bullets』 (DCコミックス)
- 2004 クレイグ・トンプソン『Blankets』(トップ・シェルフ・プロダクションズ)
- 2005 ダーウィン・クック『DC: The New Frontier』 (DCコミックス)
- 2006 J・H・ウィリアムズ三世『プロメテア』(DCコミックス/ABC/ワイルドストーム)
- 2007 フランク・クイットリー『All Star Superman』 (DCコミックス)

### ベスト漫画家部門(Writer/Artist)
- 1988 ポール・チャドウィック『Concrete』 (ダークホースコミック)
- 1989 ポール・チャドウィック『Concrete』 (ダークホースコミック)
- 1990 チェスター・ブラウン『Yummy Fur』 (Vortex)
- 1991 Peter Bagge『Hate』 (ファンタグラフィックス)
- 1992 デイブ・シム『Cerebus』 (Aardvark-Vanaheim)
- 1993 ウィル・アイズナー『Invisible People』 (Kitchen Sink Press)
- 1994 ジェフ・スミス『ボーン』 (Cartoon Books)
- 1995 ジェフ・スミス『ボーン』(Cartoon Books)
- 1996 ジェフ・スミス『ボーン』(Cartoon Books/イメージ・コミック)
- 1997 ジェフ・スミス『ボーン』(イメージ・コミック/Cartoon Books)
- 1998 セルジオ・アラゴネス『Sergio Aragones' Louder than Words』を含む1997年の作品 (ダークホースコミック)
- 1999 ジェフ・スミス『ボーン』を含む1998年の作品 (Cartoon Books)
- 2000 ジェフ・スミス『ボーン』 (Cartoon Books)
- 2001 Al Jaffee『MAD』 (ECコミック)
- 2002 ダニエル・クロウ『エイトボール』 (ファンタグラフィックス)
- 2003  ジェフ・スミス『ボーン』(Cartoon Books)
- 2004 クレイグ・トンプソン『Blankets』 (トップ・シェルフ・プロダクションズ)
- 2005 ジェフ・スミス『ボーン』 (Cartoon Books)
- 2006 クリス・ウェア『Acme Novelty Library』 (ACME Novelty Library)
- 2007 ハイメ・ヘルナンデス『ラブ・アンド・ロケッツ』(ファンタグラフィックス)

### ユーモア特別賞
- 1989 ビル・ワターソン『カルビンとホッブス』 (UPS/Andrews & McMeel)
- 1990 セルジオ・アラゴネス
- 1991 セルジオ・アラゴネス
- 1992 セルジオ・アラゴネス
- 1993 セルジオ・アラゴネス
- 1994 ジェフ・スミス
- 1995 セルジオ・アラゴネス
- 1996 エヴァン・ドーキン
- 1997 セルジオ・アラゴネス
- 1998 セルジオ・アラゴネス
- 1999 セルジオ・アラゴネス
- 2000 セルジオ・アラゴネス、『Groo』他
- 2001 セルジオ・アラゴネス、『Groo』他
- 2002 エヴァン・ドーキン『Dork』 (スレイヴ・レイバー・グラフィックス)
- 2003 エヴァン・ドーキン『Dork』 (スレイヴ・レイバー・グラフィックス)
- 2004 トニー・ミリオネア『Sock Monkey』 (ダークホースコミック)
- 2005 カイル・ベーカー『プラスチックマン』(DCコミックス)
- 2006 カイル・ベーカー『プラスチックマン』 (DCコミックス)
- 2007 ブライアン・リー・オマーリー『スコット・ピルグリム&インフィニット・サッドネス』 (オニ・プレス)

### 最優秀インカー賞(Best Inker)
- 1988 アル・ウィリアムソン『デアデビル』(マーベル・コミック)
- 1989 アル・ウィリアムソン『デアデビル』(マーベル・コミック)
- 1990 アル・ウィリアムソン『デアデビル』(マーベル・コミック)
- 1991 アル・ウィリアムソン『ファファード&グレイ・マウザー』(マーベル・コミック/エピック・コミック)
- 1992 ハイメ・ヘルナンデス『ラブ・アンド・ロケッツ』 (ファンタグラフィックス)
- 1993 アル・ウィリアムソン『Spider-Man 2099』 (マーベル・コミック)
- 1994 アル・ウィリアムソン『Spider-Man 2099』(マーベル・コミック)
- 1995 アル・ウィリアムソン『Spider-Man 2099』 (マーベル・コミック)
- 1996 ケビン・ノーラン（英語版）『スーパーマンVSエイリアン』 (DCコミックス/ダークホースコミック)
- 1997 マーク・シュルツ『Xenozoic Tales』 (キッチンシンク・プレス)
- 1998 チャールズ・バーンズ『ブラック・ホール（英語版）』を含む1997年の作品 (キッチンシンク・プレス)
- 1999 チャールズ・バーンズ『ブラック・ホール』 (ファンタグラフィックス)
- 2000 ハイメ・ヘルナンデス『Penny Century』 (ファンタグラフィックス)ブラック・ホール
- 2001 チャールズ・バーンズ『ブラック・ホール』(ファンタグラフィックス)
- 2002 チャールズ・バーンズ『ブラック・ホール』 (ファンタグラフィックス)
- 2003 ハイメ・ヘルナンデス『ラブ・アンド・ロケッツ』(ファンタグラフィックス)
- 2004 チャールズ・バーンズ『ブラック・ホール』 (ファンタグラフィックス)
- 2005 チャールズ・バーンズ『ブラック・ホール』 (ファンタグラフィックス)
- 2006 チャールズ・バーンズ『ブラック・ホール』(ファンタグラフィックス)
- 2007 ダニー・ミキ『Eternals』 (マーベル・コミック)

### 最優秀レタリング賞(Best Letterer)
- 1988 Ken Bruzenak『American Flagg』 (ファースト・コミック)
- 1989 Ken Bruzenak『Mr. Monster』(ダークホースコミック)
- 1990 Ken Bruzenak『Black Kiss』 (Vortex)
- 1991 ダニエル・クロウズ『エイトボール』(ファンタグラフィックス)
- 1992 トッド・クレイン『サンドマン』 (DCコミックス)
- 1993 トッド・クレイン『サンドマン』 (DCコミックス)
- 1994 Tom Orzechowski『スポーン』 (イメージ・コミックス)
- 1995トッド・クレイン『サンドマン』 (DCコミックス)
- 1996 クリス・ウェア『アクメ・ノベルティ・ライブラリー』 (ファンタグラフィックス)
- 1997 ダニエル・クロウズ『エイトボール』(ファンタグラフィックス)
- 1998 トッド・クレイン『Ka-Zar』,『Castle Waiting』,『アンクル・サム』を含む1997年の作品
- 1999 トッド・クレイン『House of Secrets』を含む1998年の作品と、『キャプテン・アメリカ』
- 2000 クリス・ウェア『アクメ・ノベルティ・ライブラリー』 (ファンタグラフィックス)
- 2001 トッド・クレイン『Castle Waiting』(Cartoon Books)
- 2002 クリス・ウェア『アクメ・ノベルティ・ライブラリー』 (ファンタグラフィックス)
- 2003 トッド・クレイン『プロメテア』 (ABC)
- 2004 デイヴ・シム『Cerebus』(Aardvark-Vanaheim)
- 2005 トッド・クレイン『ワンダーウーマン』(DCコミックス)
- 2006 クリス・ウェア『アクメ・ノベルティ・ライブラリー』 (アクメ・ノベルティ・ライブラリー)
- 2007 スタン坂井『兎用心棒』 (ダークホースコミック)

### 最優秀カラリスト賞(Best Colorist)
- 1988 ジョン・ヒギンズ『ウォッチメン』 (DCコミックス)
- 1989 ジョン・ヒギンズ『バットマン: キリングジョーク』 (DCコミックス)
- 1990 スティーブ・オリフ『AKIRA』 (マーベルコミック)
- 1991 スティーブ・オリフ『AKIRA』 (マーベルコミック/エピック・コミック)
- 1992 スティーブ・オリフ『AKIRA』 (マーベルコミック/エピック・コミック)
- 1993 ジム・ウードリング,『Tantalizing Stories Presents Frank In The River』 (ツンドラ・パブリッシング)
- 1994 スティーブ・オリフ『スポーン』 (イメージ・コミック)
- 1995 スティーブ・オリフ/Olyoptics『スポーン』 (イメージ・コミック)
- 1996 クリス・ウェア『アクメ・ノベルティ・ライブラリー』 (ファンタグラフィックス)
- 1997 クリス・ウェア『アクメ・ノベルティ・ライブラリー』(ファンタグラフィックス)
- 1998 クリス・ウェア『アクメ・ノベルティ・ライブラリー』を含む1997年の作品(ファンタグラフィックス)
- 1999 リン・バーリー『300』 (ダークホースコミック)
- 2000 クリス・ウェア『アクメ・ノベルティ・ライブラリー』 (ファンタグラフィックス)
- 2001 ローラ・デュプイ『The Authority』 (ワイルドストーム/DCコミックス)
- 2002 クリス・ウェア『アクメ・ノベルティ・ライブラリー』 (ファンタグラフィックス)
- 2003 デイヴ・スチュアート『ヘルボーイ』 (ダークホースコミック)
- 2004 クリス・ウェア『アクメ・ノベルティ・ライブラリー』 (ドローン&クォータリー)
- 2005　デイヴ・スチュアート『DC: The New Frontier』 (DCコミックス)
- 2006 ローラ・マーティン『Astonishing X-Men』 (マーベルコミック)
- 2007 Lark Pien『アメリカン・ボーン・チャイニーズ』 (First Second Books)

### 最優秀カバーアーティスト賞(Best Cover Artist)
- 1996 アレックス・ロス『アストロシティ』 #1 (イメージ・コミック)
- 1997 アレックス・ロス『キングダム・カム #1 (DCコミックス)
- 1998 アレックス・ロス『アストロシティ』 (イメージ・コミック/オマージュ・コミック), 『Batman: Legends of the Dark Knight』 #100 (DCコミックス), 『Squadron Supreme』 (マーベル・コミック)
- 1999 アレックス・ロス『アストロシティ』(イメージ・コミック/オマージュ・コミック), 『Superman Forever』(DCコミックス), 『Superman: Peace on Earth』 (DCコミックス)
- 2000 クリス・ウェア『アクメ・ノベルティ・ライブラリー』 (ファンタグラフィックス)
- 2001 アダム・ヒューズ『ワンダーウーマン』 (DCコミックス)
- 2002 アダム・ヒューズ『ワンダーウーマン』 (DCコミックス)
- 2003 アダム・ヒューズ『ワンダーウーマン (DCコミックス)
- 2004 チャールズ・バーンズ『ブラック・ホール（英語版）』(ファンタグラフィックス)
- 2005 ジェームズ・ジーン『Fables』(DCコミックス/ヴァーティゴ)
- 2006 ジェームズ・ジーン『Fables』 (DCコミックス/ヴァーティゴ)
- 2007 ジェームズ・ジーン『Fables』 (DCコミックス/ヴァーティゴ)

### プロダクションおよびプレゼンテーション特別賞(Special Award for Excellence in Production/Presentation)
- 1988 『ウォッチメン』（作：アラン・ムーアとデイヴ・ギボンズ） (DCコミックス)
- 1989 『Hardboiled Defective Stories』（作：チャールズ・バーンズ, デザイン：アート・スピーゲルマンとフランソワーズ・モーリー (RAW/Pantheon)
- 1990 『アーカム・アサイラム』（作：グラント・モリソン と デイブ・マッキーン） (DCコミックス)
- 1991 『Complete Little Nemo In Slumberland,（作：ウィンザー・マッケイ, 編集：リチャード・マーシャル, デザイン：Dale Crain） (ファンタグラフィックス)
- 1992 『Complete Little Nemo In Slumberland』,（作： ウィンザー・マッケイ, 編集：リチャード・マーシャル, 美術監督：デイル・クレイン） (ファンタグラフィックス)
- 1993 『Batman: Night Cries』（作：アーチー・グッドウィン とスコット・ハンプトン, 編集：ダニー・オニール, 美術監督：Robbin Brosterman） (DCコミックス)
- 1994 『Marvels』（作： カート・ビュシークと アレックス・ロス、編集：Marcus McLaurin、デザイン： Joe Kaufmanとコミックラフト） (マーベル・コミック)
- 1995 『アクメ・ノベルティ・ライブラリー』, （作：クリス・ウェア、編集：キム・トンプソン (ファンタグラフィックス)
- 1996 『アクメ・ノベルティ・ライブラリー』, （作・美術監督：クリス・ウェア、編集：キム・トンプソン）(ファンタグラフィックス)
- 1997 『アクメ・ノベルティ・ライブラリー』, （作・美術監督：クリス・ウェア、編集：キム・トンプソン） (ファンタグラフィックス)
- 1998 『アクメ・ノベルティ・ライブラリー』, （作・美術監督：クリス・ウェア、編集：キム・トンプソン）(ファンタグラフィックス)
- 1999 『アクメ・ノベルティ・ライブラリー』（作・美術監督：クリス・ウェア、編集：キム・トンプソン） (ファンタグラフィックス)
- 2000 『アクメ・ノベルティ・ライブラリー』#13,（作：クリス・ウェア） (ファンタグラフィックス)
- 2001 『世界一賢い子供、ジミー・コリガン』,（作・デザイン：クリス・ウェア） (Pantheon)
- 2002 『スピリット・アーカイブス』 (DCコミックス)
- 2003 『Krazy and Ignatz』,（デザイン：クリス・ウェア） (ファンタグラフィックス)
- 2004 『アクメ・ノベルティ・データブック』, （作：クリス・ウェア (ドローン&クォータリー)
- 2005 『The Complete Peanuts 1950-52』, （作：チャールズ・シュルツ, デザイン：Seth (ファンタグラフィックス)
- 2006 『Little Nemo in Slumberland: So Many Splendid Sundays』,（作：ウィンザー・マッケイ） (Sunday Press Books)
- 2007 『Lost Girls』,（美術監督：Brett Warnockと Matt Kindt） (トップ・シェルフ・プロダクションズ)

### 最優秀新シリーズ賞( Best New Series)
- 1988 『Concrete』(ポール・チャドウィック） (ダークホースコミックス)
- 1989 『Kings in Disguise』（ジェームズ・ヴァンス とDan Burr） (キッチンシンク・プレス)
- 1990 『エイトボール』（ダニエル・クロウズ） (ファンタグラフィックス)
- 1991 『Hate』(Peter Bagge,ファンタグラフィックス)
- 1992 『Cages』（ デイブ・マッキーン、協力Clare Haythornthwaite）(ツンドラ・パブリッシング)
- 1993 『マッドマン』（ Michael Dalton Allred) (ツンドラ・パブリッシング)
- 1994 『Captain Sternn』(バーニー・ライトソンとShephard Hendrix、編集：Phil Amara） (ツンドラ・パブリッシング/キッチンシンク・プレス)
- 1995 『アクメ・ノベルティ・ライブラリー』（クリス・ウェア、編集：キム・トンプソン） (ファンタグラフィックス)
- 1996 『アストロシティ』（カート・ビュシーク とブレント・アンダーソンの共同原作） (イメージ・コミック)
- 1997 『Leave It to Chance』(ジェームズ・ロビンソンとポール・スミス, 編集：ジョナサン・ピーターソン)(イメージコミックス)
- 1998 『Penny Century』(ハイメ・ヘルナンデス, 編集：ゲイリー・グロス)(ファンタグラフィックス)
- 1999 『The Spirit: New Adventures』(アンソロジー,編集：Katie Garnier)
- 2000 Weasel,（Dave Cooper, 編集：ゲイリー・グロス） (ファンタグラフィックス)
- 2001 『Luba's Comix and Stories』,（ギルバート・ヘルナンデス,編集：ゲイリー・グロス (ファンタグラフィックス)
- 2002 『La Perdida』（ジェシカ・アベル） (ファンタグラフィックス)
- 2003 『Rubber Necker』（ニック・バートッツィ） (Alternative)
- 2004『プラスチックマン』（作：カイル・ベイカー） (DCコミックス)
- 2005 『マイケル・シェイボンプレゼンツ The Amazing Adventures of the Escapist』 (ダークホースコミックス)
- 2006 『Young Avengers』 (マーベル・コミック)
- 2007 『Will Eisner's The Spirit』(DCコミックス)

### 最優秀連続およびリミテッドシリーズ賞(Best Continuing or Limited Series)
- 1988 『ウォッチメン』（アラン・ムーアとデイヴ・ギボンス、DCコミックス)
- 1989 『ラブ・アンド・ロケッツ』（ハイメ・ヘルナンデス とギルバート・ヘルナンデス、ファンタグラフィックス)
- 1990 『ラブ・アンド・ロケッツ』（ハイメ・ヘルナンデス とギルバート・ヘルナンデス、ファンタグラフィックス)
- 1991 『エイトボール』（ダニエル・クロウズ） (ファンタグラフィックス)
- 1992 『エイトボール』（ダニエル・クロウズ, 編集：ゲイリー・グロス (ファンタグラフィックス)
- 1993 『サンドマン（ニール・ゲイマン他, 編集：Karen Berger)(DCコミックス)
- 1994 『Marvels』,(カート・ビュシークとアレックス・ロス; 編集：Marcus McLaurin)(マーベル・コミック)
- 1995 『フロム・ヘル』（アラン・ムーアとエディ・キャンベル; 編集：Phil Amara)(キッチンシンク・プレス)
- 1996 『シン・シティ』（フランク・ミラー）(ダークホースコミック)
- 1997 『エイトボール』 （ダニエル・クロウズ,編集：ゲイリー・グロス (ファンタグラフィックス)
- 1998 『アストロシティ』（カート・ビュシーク とブレント・アンダーソン） (イメージコミックス/オマージュ・コミック)
- 1999 『300』（フランク・ミラーとリン・バーリー』 (ダークホースコミックス)
- 2000 『アクメ・ノベルティ・ライブラリー』（クリス・ウェア,編集：キム・トンプソン）(ファンタグラフィックス)
- 2001 『アクメ・ノベルティ・ライブラリー』（クリス・ウェア,編集：キム・トンプソン）(ファンタグラフィックス)
- 2002 『100 Bullets』(DCコミックス)
- 2003 『リーグ・オブ・エクストラオーディナリー・ジェントルメン』（アラン・ムーアとケビン・オニール (アメリカズ・ベスト・コミックス)
- 2004 『リーグ・オブ・エクストラオーディナリー・ジェントルメン Volume II』（アラン・ムーアとケビン・オニール)(アメリカズ・ベスト・コミックス/ワイルドストーム/DCコミックス)
- 2005 『DC: The New Frontier』( ダーウィン・クック)(DCコミックス)
- 2006 『Runaways』（Brian K. Vaughan (マーベル・コミック)
- 2007 『デアデビル』( エド・ブルベイカーとマイケル・ラーク) (マーベル・コミック)

### ベストシングルストーリー部門
- 1988 『ウォッチメン』#9（アラン・ムーアとデイヴ・ギボンス） (DCコミックス)
- 1989 『バットマン: キリングジョーク』（アラン・ムーアとブライアン・ボランド,ジョン・ヒギンズ） (DCコミックス)
- 1990 Eightbal #1（ダン・クロウズ） (ファンタグラフィックス)
- 1991 Eightball #3（ダン・クロウズ）(ファンタグラフィックス)
- 1992 Xenozoic Tales #11,(マーク・シュルツとSteve Stiles, 編集：Dave Schreiner） (キッチンシンク・プレス)
- 1993 Tantalizing Stories Presents Frank In The River(ジム・ウードリングとMark Martin (ツンドラ・パブリッシング)
- 1994 『Batman: Mad Love』（ポール・ディニと ブルース・ティム;編集：スコット・ピーターソン）(DC)
- 1995 『Marvels 』#4（カート・ビュシークとアレックス・ロス; 編集：Marcus McLaurin） (マーベル・コミック)
- 1996 『Kurt Busiek's Astro City 』#1（カート・ビュシーク とブレント・アンダーソン）(イメージ・コミックス)
- 1997 『アクメ・ノベルティ・ライブラリー #7』（ クリス・ウェア,キム・トンプソン編集) (ファンタグラフィックス)
- 1998 『Eightball #18』（ダン・クロウズ, ゲイリー・グロス編集) (ファンタグラフィックス)
- 1999 『Penny Century #3: "Home School"』 ハイメ・ヘルナンデス (ファンタグラフィックス)
- 2000 『アクメ・ノベルティ・ライブラリー #13』（クリス・ウェア）(ファンタグラフィックス)
- 2001 『Superman and Batman: World's Funnest』（ エヴァン・ドーキン他）(DCコミックス)
- 2002 『Eightball #22』 (ファンタグラフィックス)
- 2003 『リーグ・オブ・エクストラオーディナリー・ジェントルメン』 Vol. II, #1, （アラン・ムーアとケヴィン・オニール） (ABC)
- 2004 『Gotham Central #6-10』（グレッグ・ルッカとマイケル・ラーク） (DC)と『ラブ・アンド・ロケッツ　#9』（ギルバート・ヘルナンデスとハイメ・ヘルナンデス ）(ファンタグラフィックス)
- 2005 『Eightball』 #23,（ダン・クロウズ） (ファンタグラフィックス)
- 2006 『ラブ・アンド・ロケッツ vol. 2, #15』(ファンタグラフィックス)
- 2007 『Marvel Civil War』 #1(マーベル・コミック)

### 最優秀グラフィック・アルバム賞(Best Graphic Album)
- 1988 『ウォッチメン』（アラン・ムーアとデイヴ・ギボンス）(DC)
- 1989 『バットマン: キリングジョーク』（アラン・ムーアとブライアン・ボランド） (DC)
- 1990 『Ed the Happy Clown』（チェスター・ブラウン）(Vortex)

### 最優秀グラフィックアルバム（オリジナル）賞(Best Graphic Album of Original Work)
- 1991 『Why I Hate Saturn』（カイル・ベーカー） (Piranha)
- 1992 『To the Heart of the Storm』（作：ウィル・アイズナー,編集： Dave Schreiner ）(キッチンシンク・プレス)
- 1993 『Fairy Tales of Oscar Wilde』（オスカー・ワイルド P・クレイグ・ラッセ） (NBM)
- 1994 『マンガ学 マンガによるマンガのためのマンガ理論』（スコット・マクラウド（英語版）; 編集：Mark Martin）(ツンドラ・プレス/キッチンシンク・プレス)
- 1995 Our Cancer Year（ハービー・ピーカー, Joyce Brabner、Frank Stack） (Four Walls Eight Windows)
- 1996 Stuck Rubber Baby（作：Howard Cruse; 編集：Bronwyn Carlton Taggart）(パラドックス・プレス)
- 1997 『Fax from Sarajevo』（作：Joe Kubert, 編集：Bob Cooper (ダークホースコミック)
- 1998 『Sin City: Family Values』（フランク・ミラー,編集：Diana Schutz）(ダークホースコミック)
- 1999 『You Are Here（カイル・ベーカー）(パラドックス・プレス)
- 2000 『Batman: War on Crime』（ポール・ディニとアレックス・ロス、編集：Charles KochmanとJoey Cavalieri (DCコミックス)
- 2001 『Last Day in Vietnam』（ウィル・アイズナー, 編集：Diana Schutz (ダークホースコミック/Maverick)
- 2002 The Golem's Mighty Swing（James Sturm）(ドローン&クォータリー)
- 2003 The Cartoon History of the Universe III: From the Rise of Arabia to the Renaissance（Larry Gonick）(W.W. Norton)
- 2004 Blankets （作：クレイグ・トンプソン）(Top Shelf Productions)
- 2005 Blacksad 2 （Juanjo Guarnido とJuan Diaz Canales (iBooks/Komikwerks)
- 2006 『Tricked』（作：アレックス・ロビンソン）(Top Shelf Productions)
- 2007 『Pride of Baghdad』（Brian K. VaughanとNiko Henrichon）(DC/ヴァーティゴ)

### 最優秀グラフィックアルバム賞（ Best Graphic Album of Previously Published Work）
- 1991 Warts and All(作：Drew Friedman） (RAW/Penguin)
- 1992 『マウス――アウシュヴィッツを生きのびた父親の物語2』 （作:アート・スピーゲルマン ）(Pantheon)
- 1993 『Hey Look!』(作：Harvey Kurtzman, 編集：Dave Schreiner） (キッチンシンク・プレス)
- 1994 『The Complete Bone Adventures』(Cartoon Books), カラー再発行版『Bone: Out from Boneville』(Scholastic Corporation),（作：ジェフ・スミス）
- 1995 『Marvels』（カート・ビュシークとアレックス・ロス、 編集：Marcus McLaurin (Graphitti Graphics)
- 1996 『Hellboy: The Wolves of St. August』（マイク・ミニョーラ; 編集：Barbara KeselとScott Alley (ダークホースコミック)
- 1997 『Astro City: Life in the Big City』（カート・ビュシークとブレント・アンダーソン,編集：Ann Huntington Busiek (オマージュ・コミック)
- 1998 『Batman: Black and White 』（アンソロジー、編集：Bob Kahan, 美術監督：Robbin Brosterman, Mark Chiarello,Georg Brewer）(DC)
- 1999 『Cages』 （作:Dave McKean (キッチンシンク・プレス)
- 2000 『フロム・ヘル』（作:アラン・ムーアとエディ・キャンベル） (Eddie Campbell Comics)
- 2001 『世界一賢い子供、ジミー・コリガン』（作：クリス・ウェア, 編集：Chip Kidd） (Pantheon)
- 2002 『子連れ狼』（原作小池一夫、作画：小島剛夕 (ダークホースコミックス)
- 2003 『20th Century Eightball』 （作：ダニエル・クロウズ） (ファンタグラフィックス)
- 2004 『Louis Riel』（作：チェスター・ブラウン）(ドローン&クォータリー)
- 2005 『Bone: One Volume Edition』（作：ジェフ・スミス (Cartoon Books)
- 2006 『ブラック・ホール（英語版）』（作：チャールズ・バーンズ）(Pantheon)
- 2007 Absolute New Frontier（作：ダーウィン・クック (DCコミックス)

### アンソロジー賞
- 1990 『A1』(Atomeka)
- 1991 『Raw』（編集:アート・スピーゲルマンとFrancoise Mouly ）(RAW/Penguin)
- 1992 『Dark Horse Presents』（編集:Randy Stradley (ダークホースコミック)
- 1993 『Dark Horse Presents』（編集:Randy Stradley) (ダークホースコミック)
- 1994 『Blab!』（編集:Monte Beauchamp (キッチンシンク・プレス)
- 1995 『Dark Horse Presents』（編集:Bob SchreckとRandy Stradley ）(ダークホースコミック)
- 1996 『ドローン&クォータリー』（編集:Marina Lesenko ）(ドローン&クォータリー)
- 1997 『Dark Horse Presents』（編集:Bob Schreck） (ダークホースコミック)
- 1998 『Dark Horse Presents』 （編集:Bob Schreck & Jamie S. Rich）(ダークホースコミック)
- 1999 『Oni Double Feature』（編集: Bob Schreck） (Oni)
- 2000 『Tomorrow Stories』（編集:Scott Dunbier） (ABC)
- 2001 『ドローン&クォータリーVol. 3, #1』（編集:Chris Oliveros） (ドローン&クォータリー)
- 2002 『Bizarro』 (DCコミックス)
- 2003 『Comics Journal Summer Special 2002』 (ファンタグラフィックス)
- 2004 『ドローン&クォータリー #5』（編集 Chris Oliveros） (ドローン&クォータリー)
- 2005 『マイケル・シャイボン Presents: The Amazing Adventures of the Escapist』（編集：Diana Schutz） (ダークホースコミック)、『McSweeney's Quarterly Concern #13』（編集：クリス・ウェア） (McSweeney's Books)
- 2006 　『Solo』 (DCコミックス)
- 2007　『Flight』 vol. 3 (Ballantine Books)

### ベストシンジゲート賞
- 1990 『カルビンとホッブス』（作:ビル・ワターソン）(ユニバーサルプレス・シンジケート)
- 1991 『カルビンとホッブス』（作:ビル・ワターソン）(ユニバーサルプレス・シンジケート)
- 1992 『カルビンとホッブス』（作:ビル・ワターソン）(ユニバーサルプレス・シンジケート)
- 1993 『カルビンとホッブス』（作:ビル・ワターソン） (ユニバーサルプレス・シンジケート)
- 1994 『カルビンとホッブス』（作:ビル・ワターソン） (ユニバーサルプレス・シンジケート)
- 1995 『カルビンとホッブス』（作:ビル・ワターソン）(ユニバーサルプレス・シンジケート)
- 1996 『カルビンとホッブス』（作:ビル・ワターソン） (ユニバーサルプレス・シンジケート)
- 1997 『ディルバート』（作:スコット・アダムス） (United Feature)
- 1998 『Mutts』（作：Patrick McDonnell）(King Feature Syndicate)
- 1999 『For Better or For Worse』(作：Lynn Johnston）(ユニバーサルプレス・シンジケート)
- 2000 『ピーナッツ』（作：チャールズ・シュルツ）
- 2001 『Mutts』(作:Patrick McDonnell) (King Feature Syndicate)
- 2002 『Mutts』(作:Patrick McDonnell) (King Feature Syndicate)
- 2003 『Mutts』(作:Patrick McDonnell) (King Feature Syndicate)
- 2004 『Maakies』（作：トニー・ミリオネア）
- 2005 『Mutts』(作:Patrick McDonnell) (King Feature Syndicate)
- 2006 『Maakies』（作：トニー・ミリオネア） (自己シンジゲート)
- 2007 『The K Chronicles』（作：Keith Knight）

### 最優秀ノンフィクション・歴史・伝記漫画賞（Best Biographical, Historical, or Journalistic Presentation)
- 1990 The Comics Journal（編集:Gary Groth） (ファンタグラフィックス)
- 1991 The Comics Journal（編集:Gary GrothとHelena Harvilicz ）(ファンタグラフィックス)
- 1992 The Comics Journal（編集:Gary Groth, Helena HarviliczとFrank Young） (ファンタグラフィックス)
- 1993 The Comics Journal（編集:Gary Groth ,Frank Young） (ファンタグラフィックス)
- 1994 『マンガ学 マンガによるマンガのためのマンガ理論』（スコット・マクラウド; 編集:Mark Martin） (ツンドラ/キッチンシンク・プレス)
- 1995 The Comics Journal（編集:Gary Groth ,Frank Young） (Comics Journal Inc.)
- 1996 クラム（テリー・ツワイゴフ監督, テリー・ツワイゴフとLynn O'Donnell制作） (ソニー・ピクチャーズ)
- 1997 The Comics Journal（編集:Gary Groth,Tom Spurgeon）(ファンタグラフィックス)
- 1998 The Comics Journal（編集:Gary Groth） (ファンタグラフィックス)
- 1999 The Comics Journal（編集:Gary Groth,Tom Spurgeon） (ファンタグラフィックス)
- 2000 『The Comics Journal』(ファンタグラフィックス)
- 2001 The Comics Journal (ファンタグラフィックス)
- 2002 ジャック・コール&プラスチックマン（編集:Steve Korte） (Chronicle Books)
- 2003 B. Krigstein Vol. 1 (ファンタグラフィックス)
- 2004 Comic Art Magazine (Comic Art)
- 2005 Comic Book Artist（編集:Jon B. Cooke ）(Top Shelf Productions)
- 2006 The Comics Journal（編集:Gary Groth） (ファンタグラフィックス)
- 2007 Art Out of Time(編集:Dan Nadel） (Harry N. Abrams)

### 海外漫画賞
- 1988 『Moebius album series』（作：ジャン・ジロー ）(マーベル・コミック)
- 1989 『謎の生命体アンカル』（原作:アレハンドロ・ホドロフスキー、作画:ジャン・ジロー） (マーベル・コミック)
- 1990 『AKIRA』（作:大友克洋）(マーベル・コミック)
- 1991 『Lt. ブルーベリー』（作：ジャン・ジロー ）(マーベル・コミック/Epic)
- 1992 『AKIRA』（作:大友克洋） (マーベル・コミック/Epic)
- 1993 『AKIRA』（作:大友克洋） (マーベル・コミック/Epic)
- 1994 『ビリー・ホリデイ』（作: José Antonio MuñozとCarlos Sampayo、編集:Gary Groth, Robert BoydとKim Thompson） (ファンタグライフィックス)
- 1995 Druuna: Carnivora,（ パオロ・エリューテリ・ セルピエリ、編集:Debra Rabas ）(Heavy Metal/キッチンシンク・プレス)
- 1996 『AKIRA』（作:大友克洋、英訳:Yoko Umezawaと Jo Duffy、編集:Kochi Yuri, Hisataka Nishitani、Marie Javins） (マーベル・コミック/Epic)
- 1997 『ゴン』（作:田中政志,英訳:Andrew Helfer） (DC/Paradox Press)
- 1998 『ドローン&クォータリー』（アンソロジー, 編集:Chris Oliveros, Marina Lesenko, Steve Solomos (ドローン&クォータリー)
- 1999 A Jew in Communist Prague, vol. 3: "Rebellion" （ヴィットリオ・ジャルディーノ,編集:Terry Nantier, 訳：ジョー・ジョンソン）(NBM)
- 2000『Star Wars: The Manga(邦題：スター・ウォーズ×マンガ【黒】(BLACK) /スター・ウォーズ×マンガ【銀】(SILVER))』(作：Toshiki Kudoとヒロモト森一、原作：ジョージ・ルーカス, 編集：David Land ）(ダークホースコミック)
- 2001 『子連れ狼』（原作：小池一夫、作画:小島剛夕,英訳:マイク・ハンセン） (ダークホースコミックス)
- 2002 『子連れ狼』（原作：小池一夫、作画:小島剛夕）(ダークホースコミックス)
- 2003 『子連れ狼』（原作：小池一夫、作画:小島剛夕） (ダークホースコミックス)
- 2004 『ペルセポリス』（作:マルジャン・サトラピ） (Pantheon Books)
- 2005 『ブッダ』（作:手塚治虫） (Vertical Inc.)
- 2006 『ブッダ』（作:手塚治虫 ）(Vertical Inc.)
- 2007 『Abandon the Old in Tokyo』（作:辰巳ヨシヒロ ）、『ムーミン』（作:トーベ・ヤンソン）（いずれもドローン&クォータリー出版で、同時受賞。）
- 2014 『進撃の巨人』（作:諫山創） (講談社USA)

### 最優秀リプリント賞（Best Domestic Reprint Project）
- 1988 ウィル・アイズナー『ザ・スピリット』(キッチンシンク・プレス)
- 1989 ロバート・クラム『Complete Crumb Comics』(ファンタグラフィックス)
- 1990 ウィンザー・マッケイ『Complete Little Nemo In Slumberland』(ファンタグラフィックス)
- 1991 ロバート・クラム『Complete Crumb Comics』(ファンタグラフィックス)
- 1992 ロバート・クラム『Complete Crumb Comics』(ファンタグラフィックス)
- 1993 ロバート・クラム『Complete Crumb Comics』(ファンタグラフィックス)
- 1994 『Complete Little Nemo in Slumberland』 Vol. 6,(作： Winsor McCay;編集：Bill Blackbeard;装丁：Dale Crain） (ファンタグラフィックス)
- 1995 『The Complete Crumb Comics』(作：ロバート・クラム; 編集：Gary GrothとRobert Boyd;美術監督：Mark Thompson） (ファンタグラフィックス)
- 1996 『The Complete Crumb Comics』 Vol. II(作：ロバート・クラム; 編集：Mark Thompson (ファンタグラフィックス)
- 1997  『バットマン: ダークナイト・ストライクス・アゲイン 出版10周年記念ハードカバーエディション』(作：フランク・ミラー,オリジナル版編集：Dick GiordanoとDennis O'Neil, 再発行版編集：Archie GoodwinとBob Kahan） (DCコミックス)
- 1998 『Jack Kirby's New Gods』（作：ジャック・カービー、編集：Bob Kahan ）(DCコミックス)
- 1999 『DCアーカーイブス:プラスチックマン』（作：ジャック・コール,編集 Bob Kahan とリック・テイラー）(DC)
- 2000 DC Archive Series,(編集：Dale Crain） (DCコミックス)
- 2001 『Spirit Archives 』（作：ウィル・アイズナー,編集：Dale Crain）(DC)
- 2002 『Spirit Archives』 (DCコミックス)
- 2003 『Krazy and Ignatz』 (ファンタグラフィックス)
- 2004 『Krazy and Ignatz』（原作： ジョージ・ヘリマン, 編集：Bill Blackbeard） (ファンタグラフィックス)
- 2005 『The Complete Peanuts 1950-52』（チャールズ・シュルツ）(ファンタグラフィックス)
- 2006 『Little Nemo in Slumberland: So Many Splendid Sundays』(Sunday Press Books)
- 2007 『The Complete Peanuts』(ファンタグラフィックス)

### 最優秀新人賞
- 1990 ジム・リー
- 1991 Julie Doucet
- 1992 ジョー・カザーダ
- 1996 エイドリアン・トミネ
- 1997 ジェシカ・アベル『Artbabe』(自費出版)
- 1998 Steven Weissman『Yikes』 (オルタナティヴ・コミックス)
- 1999 ケヴィン・スミス『Clerks.』 (オニ・プレス), 『デアデビル』(マーベル・コミック),『ジェイ&サイレント・ボブ』 (オニ・プレス)
- 2000 Craig Thompson,『Good-Bye, Chunky Rice』他
- 2001 Michel Rabagliati『Drawn & Quarterly Vol. 3, #1, Paul in the Country』他
- 2002 Jason『Hey Wait』
- 2003 Nick Bertozzi『Rubber Necker』
- 2004 Derek Kirk Kim『Same Difference and Other Stories』 (オルタナティヴ・コミックス)
- 2005 Andy Runton『Owly』 (トップ・シェルフ・プロダクションズ)
- 2006 Roberto Aguirre-Sacasa『Marvel Knights Four』 (マーベル・コミック)、R. Kikuo Johnson『Night Fisher』 (ファンタグラフィックス)（同時受賞）
- 2007 Brian Fies

### オンライコミック賞(Best Online Comics Work)
- 2006 『American Elf』（James Kochalka）, www.americanelf.com
- 2007 『The Perry Bible Fellowship』（Nicholas Gurewich）, www.pbfcomics.com

### ジャック・カービーの殿堂（The Jack Kirby Hall of Fame）
- 1989 Wally Wood
- 1990 スティーブ・ディッコ
- 1990 Alex Toth
- 1991 ジャック・コール
- 1991 Basil Wolverton
- 1992 Walt Kelly
- 1992 Bernard Krigstein
- 1993 Jerry Siegel
- 1993 Joe Shuster
- 1994 Bill Finger
- 1994 Bob Kane
- 1995 Bill Everett
- 1995 スタン・リー
- 1996 Carl Burgos
- 1996 Sheldon Mayer
- 1996 Julius Schwartz
- 1997 C. C. Beck (遡及受賞)
- 1997 William Gaines (遡及受賞)
- 1997 Gil Kane (生涯名誉賞)
- 1997 Joe Kubert (生涯名誉賞)
- 1997 ジャン・ジロー（ペンネーム：メビウス）(アメリカ合衆国国外)
- 1998 Reed Crandall (遡及受賞)
- 1998 Gardner F. Fox (遡及受賞)
- 1998 Carmine Infantino (生涯名誉賞)
- 1998 Murphy Anderson (生涯名誉賞)
- 1998 ミロ・マナラ (アメリカ合衆国国外)
- 1999 Otto Binder (遡及受賞)
- 1999 Morton Meskin (遡及受賞)
- 1999 Neal Adams (生涯名誉賞)
- 1999 フランク・フラゼッタ (生涯名誉賞)
- 1999 John Romita (生涯名誉賞)
- 1999 エルジェ（本名:ジョルジュ・レミ）(アメリカ合衆国国外)

### ヒーロー・イニシアティブ生涯名誉賞（The Hero InitiativeLifetime Achievement Award）
- 2006 George Pérez
- 2006 John Romita, Sr.
- 2007 Joe Kubert

## 参考資料
- The Harvey Awards (official site)
- ハーベイ賞 (@harveyawards) - X（旧Twitter）